# Resolució 1063 del Consell de Seguretat de les Nacions Unides
La Resolució 1063 del Consell de Seguretat de les Nacions Unides fou adoptada per unanimitat el 28 de juny de 1996. Després de recordar totes les resolucions del Consell de Seguretat i de l'Assemblea General sobre Haití i l'acabament de la Missió de les Nacions Unides a Haití (UNMIH) el 30 de juny de 1996 segons la resolució 1048 (1996), el Consell va decidir establir la Missió de Suport de les Nacions Unides a Haití (UNSMIH) per entrenar a una força de policia nacional i mantenir un entorn estable.
El Consell de Seguretat va afirmar la importància d'una força policial haitiana professional en ple funcionament i la revitalització del sistema legal. En aquest sentit es va establir la UNSMIH per mantenir un entorn estable i ajudar en l'entrenament d'una nova força policial, inicialment fins al 30 de novembre de 1996. La missió inicialment consistia en 300 policies i 600 soldats. Per tant, Haití també havia de rebre ràpidament el suport financer addicional d'institucions internacionals per a la reconstrucció del país.
Finalment es va sol·licitar al secretari general Boutros Boutros-Ghali el 30 de setembre de 1996 l'informe sobre l'aplicació de la resolució actual i buscar més oportunitats per reduir els costos operatius de la UNSMIH.